# Mieczysław Paszkowski
Mieczysław Paszkowski (ur. 26 maja 1836 w Przemoszcznicy na Podolu, zm. 18 listopada 1873 we Lwowie) – polski pisarz, dziennikarz. 
Syn Władysława (1811-1885). Matka była córką pułkownika wojsk koronnych Teodora Dzierżeka.
Napisał utwory literackie: Blady i energiczny (1872), Komedia sempere speranza (1864), Listy o wychowaniu (1872), Nasz sejm (1872). Pisma zebrane ukazały się po śmierci w 1876 roku.